# Acidogena celica
Acidogene celice so epitelijske celice v želodcu, ki sodelujejo pri tvorbi solne kisline in izločajo želodčni intrinzični faktor.

## Morfološke značilnosti
Acidogene celice so večje od pepsinogenih celic in so okrogle ali piramidaste oblike. Jedro je centralno ležece, citoplazma pa je eozinofilno obarvana. Na površini so prisotni številni mikrovilusi.

## Funkcije

### Tvorba solne kisline
Izločanje solne kisline oz. klorovodikove kisline (HCl) poteka pod vplivom histamina (preko H2 receptorjev), acetilholina (preko M3 muskarinskih receptorjev) in gastrina (preko holecistokinin B receptorjev). Histaminski receptorji sprožijo signal za povišanje znotrajcelične koncentracije cikličnega adenozinmonofosfata (cAMP), muskarinski in gastrinski receptorji pa delujejo po enakem principu za kalcijeve ione (Ca2+). Tako cAMP kot tudi Ca2+ delujejo na proteinske kinaze], kar v končni fazi zveča prenos sestavin kisline v želodec.
Tvorba HCl in izločanje v želodec poteka po naslednjem načinu:
- Encim karbonska anhidraza katalizira pretvorbe ene molekule ogljikovega dioksida (CO2) in dve molekuli vode (H2O) v bikarbonatni ion (HCO3-) in vodikov proton (H+);
- na bazalni strani celice anionski izmenjevalec zamenja bikarbonatne ione za klorove anione (Cl-);
- na apikalni strani se kalijevi ioni (K+) in vodikovi protoni prenesejo v želodec preko simporterja;
- vodikovi protoni se v zameno za kalijeve ione prenesejo v želodec s pomočjo H+/K+ ATPaze;
- vodikovi protoni in klorovi anioni se povežejo skupaj v molekule HCl.

Solna kislina ima številne pomembne funkcije: med drugim povzroči odvitje beljakovin, s čimer pripomore k njihovi lažji razgradnji, ter aktivira pepsinogen, predstopnjo pepsina, in deluje baktericidno.

### Tvorba želodčnega intrinzičnega faktorja
Acidogene celice tvorijo tudi intrinzični faktor, glikoprotein, ki je potreben za poznejšo absorbcijo vitamina B12 v vitem črevesu.

## Medicinski pomen
Okužbe z bakterijo Helicobacter pylori, nesteroidna protivnetna zdravila in kajenje tobaka lahko vodijo do povečanega izločanja solne kisline, ki poškoduje sluznico želodca, kar vodi v nastanek čirov na želodcu. Pri perniciozni anemiji lahko protitelesa napadejo acidogene celice ali intrinzični faktor, kar povzroči zmanjšano absorbcijo vitamina B12. Razne poškodbe celic, npr. zaradi avtoimunskih bolezni, prevelikih odmerkov antacidov idr., lahko povzročijo akloridijo, zaradi česar pride do primanjkljaja HCl. Posledica tega so bakterijske okužbe, malabsorpcije nekaterih elektrolitov in vitaminov, ter bolečine v želodcu zaradi nepravilno razgrajene hrane zaradi inaktivacije pepsina.